# 安钟范
安钟范（：／ Ahn Chong-bum ?，1959年7月15日—），大韩民国政治家，任第十九任新国家党比例代表国会议员。1977年毕业于啓聖高等學校。1981年获得成均馆大学经济学学士学位，1984年获得成均馆大学经济学硕士学位，1991年获得威斯康辛大学经济学博士学位。2014年9月，被任命为朴槿惠政府第二任政策调整首席秘书官。2016年10月30日，因总统朴槿惠所涉及的崔顺实事件而辞职，由第三任经济首席秘书官姜锡勋代行其职。  11月4日接受警方调查。